# Bella Alten
Bella Alten (ur. 30 czerwca 1877 w Zaskaczewie, zm. 31 grudnia 1962 w Londynie) – śpiewaczka operowa pochodzenia polskiego, sopran.

## Życiorys
Studiowała w Berlinie i Dreźnie. Na scenie zadebiutowała w 1897 roku w Lipsku rolą Anusi w Wolnym strzelcu. W Lipsku występowała do 1900 roku, następnie śpiewała w operach w Brunszwiku, Kolonii i Berlinie. Od 1905 do 1914 roku związana była z nowojorską Metropolitan Opera, na deskach której debiutowała rolą Małgosi w Jasiu i Małgosi Engelberta Humperdincka. W 1905 roku wystąpiła w roli Adeli w amerykańskiej premierze Zemsty nietoperza, u boku Marceliny Sembrich-Kochańskiej partnerującej jej jako Rosalinda. Kreowała role m.in. Musetty w Cyganerii, Cherubina w Weselu Figara, Sulamith w Królowej Saby, Neddy w Pajacach, Amora w Orfeuszu i Eurydyce, Oskara w Balu maskowym.
Od 1908 do 1911 roku występowała w operze w Hamburgu. W latach 1908–1909 gościła na festiwalu w Bayreuth. W latach 1917–1923 związana była z Operą Wiedeńską. W 1936 roku osiadła w Londynie.